# Grabeland
Als Grabeland bezeichnet das deutsche Bundeskleingartengesetz ein Grundstück, das vertraglich nur mit einjährigen Pflanzen bestellt werden darf (§ 1 Abs. 2 Nr. 5 BKleingG). Grabeland ist kein Kleingarten im Sinne dieses Gesetzes. 
Grabeland ist hobbygärtnerisch genutztes Land, das von Gemeinden oder auch der Deutschen Bahn parzellenweise und befristet oft zur Zwischennutzung ausgegeben wird und gegen eine verhältnismäßig geringe, jährlich zu zahlende Pacht vom Pächter genutzt werden kann. 
Die Nutzung von Kleingartenanlagen ist dagegen auf unbestimmte Zeit angelegt. Nutzungsarten und Nutzungsumfang sind in kommunalen Kleingartenordnungen geregelt und gehen über die auf Grabeland zulässige Nutzung hinaus, insbesondere was die Bepflanzung sowie die Errichtung baulicher Anlagen und gemeinschaftlicher Einrichtungen wie Wege, Spielflächen und Vereinshäuser betrifft. Die Nutzer sind zudem in einem Kleingartenverein organisiert. Die Nutzungsmöglichkeit setzt eine Vereinsmitgliedschaft voraus.
Verträge über Grabeland werden dagegen unmittelbar zwischen Grundstückseigentümer und Nutzer geschlossen und sind oftmals ihrem Zweck entsprechend jährlich kündbar.